# 舊金山市徽
舊金山市郡的市徽是一個包含盾形、頂飾、持盾者和格言，徽章周圍環繞著市政府的名稱。

## 歷史
|                                                 | 舊金山市郡的市徽上有一個由左側的礦工和右側的水手支持的盾形圖案，上面描繪了一艘蒸汽船穿過金門的場景。支持者的腳下是象徵商業、航海和採礦的圖案。頂飾是一隻從火焰中重生的鳳凰。格言是“Oro en paz, fierro en guerra”（和平時如金，戰時如鐵）。周圍環繞著“舊金山市郡之徽章”的字樣。 |
| ——舊金山市參事委員會第39號法令（1900年3月26日） | |

現行的市徽於1859年由參事委員會採納，取代了七年前採用的類似市徽。 。盾形圖案顯示了1859年時的金門海峽和兩側的山丘，以及一艘槳輪蒸汽船進入舊金山灣。
盾形圖案上方是頂飾，一隻鳳凰，傳說中從灰燼中重生的希臘神話鳥。 
盾形圖案的兩側是持盾者，右側是拿著鐵鍬的礦工；左側是拿著六分儀的水手，兩者都穿著19世紀50年代的服裝。持盾者的腳下是一把犁和一個錨，分別象徵商業和航海。盾形圖案下方的格言是“Oro en paz, fierro en guerra”，西班牙語裡的意思是“和平時如金，戰時如鐵”。
舊金山政府提供的正式法定描述未指明市徽的顏色。